# Tchaj-cchang
Tchaj-cchang (čínsky: pchin-jin Tàicāng, znaky tradiční 太倉, zjednodušené 太仓) je městský okres v prefektuře Su-čou v provincii Ťiang-su Čínské lidové republiky. Leží na jižním břehu Jang-c’-ťiang mezi městy Su-čou a Šanghaj. Žije zde přibližně 831 tisíc obyvatel.

## Historie
Na území okresu leží přístav Liou-ťia-kang (浏家港), důležitý přístav v ústí Jang-c’-ťiang v jüanském a mingském období. Dnes je přístav zanesen, ale v 15. století byl, slovy amerického historika Edwarda Dreyera „Šanghaj tehdejší doby“.
Ve 14. století, za vlády mongolské dynastie Jüan a v počátcích mingské dynastie odtud na sever Číny vyplouvaly lodě s nákladem rýže. Rýže byla odváděla jako daň v Ťiang-nanu a širokém okolí Nankingu (v Nan Č'-li), určena byla pro zásobování Pekingu a armády na severní hranici.
Liou-ťia-kang byl vojenským přístavem, roku 1352 zde povstalec Fang Kuo-čen zničil jüanské loďstvo.
Loďstvo eunucha a admirála Čeng Chea se zde zastavovalo na cestě z Nankingu do fuťienských přístavů (Tchaj-pchingu a Čchüan-čou). Čeng Che zde roku 1431 vztyčil pamětní stélu s popisem svých cest.